# Shipping

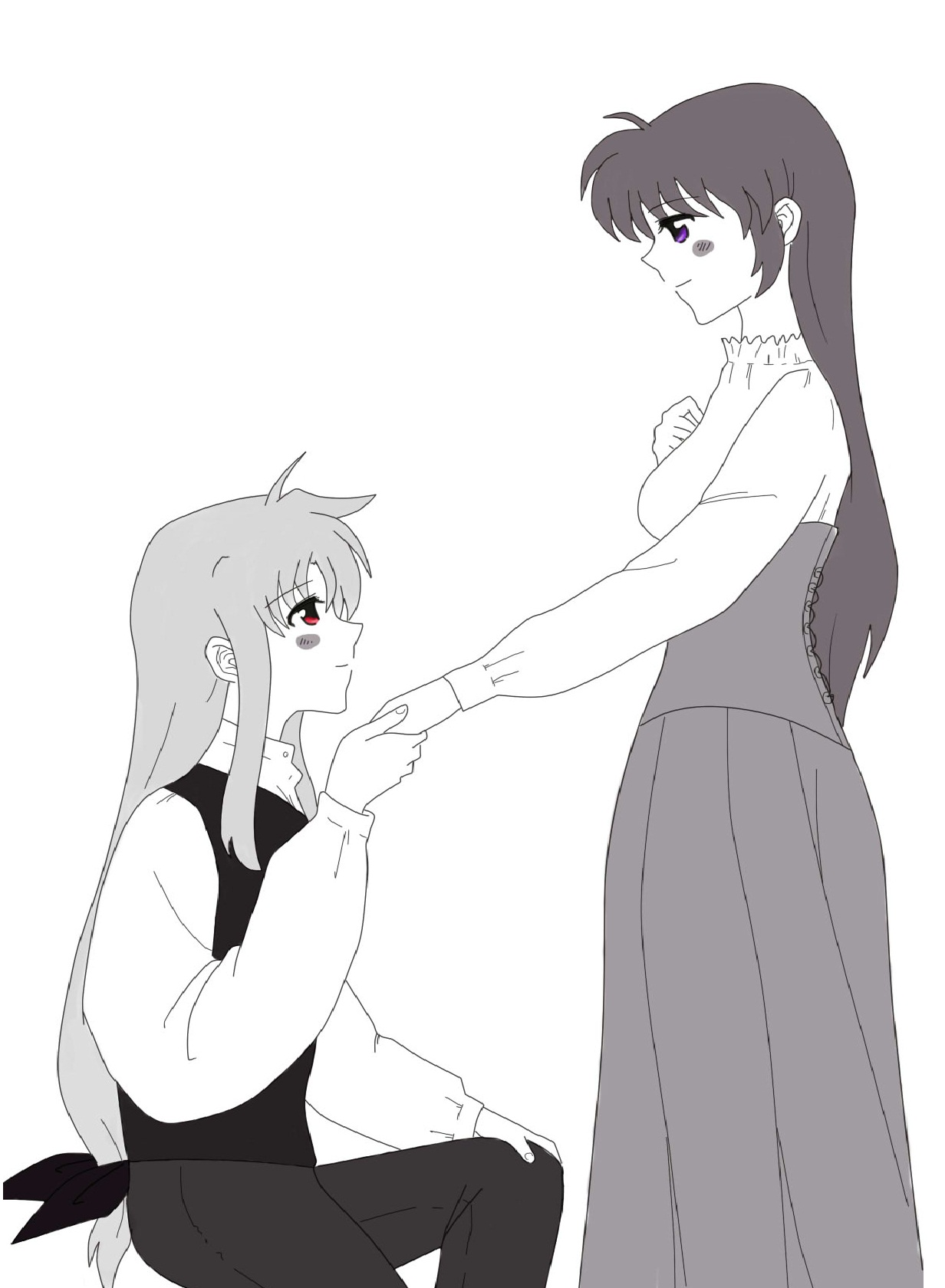
Dessin amateur "shippant" deux personnages

## Terminologie
Le substantif ship (abréviation de relationship) désigne une relation amoureuse ou sexuelle entre deux personnages de fiction. Cette relation est généralement issue de l'imagination des fans et se retrouve dans de nombreux fanarts et fanfictions. Certains ships imaginés par des fans peuvent toutefois se concrétiser de manière officielle dans l'oeuvre concernée, ce qui est parfois considéré comme du fanservice ou, s'il s'agit d'un couple lgbt, du queerbaiting.
Le substantif slash est employé pour désigner leur relation amoureuse ou érotisée.

## Notation
Deux procédés sont employés pour désigner la relation de deux personnages et leur couple. Tous deux utilisent les prénoms des personnages. Le premier consiste dans l'emploi de la barre oblique « / » (slash, en anglais) : par exemple, dans l'univers de Harry Potter, « Harry/Hermione » désigne la relation entre les personnages de Harry Potter et d'Hermione Granger. Le second procédé consiste à créer un nom propre à partir du prénom de chacun des deux personnages. La construction du nom propre est parfois complexe : pour reprendre l'exemple précédent, « Harmony », nom propre du couple, est composé de Har(r)-, première syllabe de Harry, suivi de -m(i)on-, seconde syllabe d'Hermione, puis de -y, considéré comme la dernière syllabe de Harry. Cependant, le plus souvent, le nom propre prend la forme mot-valise (portmanteau, en anglais) : par exemple, toujours dans l'univers de Harry Potter, « Drarry » est le nom propre du couple composé de Drago Malefoy et de Harry Potter.

## Histoire
Pour Christine Scodari, chercheuse en études de genre et professeure en études culturelles à l'université Floride Atlantique, le shipping est apparu au sein de la communauté des fans de la série télévisée américaine The X-Files. Les shipper étaient les fans qui souhaitaient voir Dana Scully et Fox Mulder développer une relation amoureuse.